# Assises européennes du plurilinguisme
Le principe des Assises européennes du plurilinguisme est de réunir des décideurs politiques, des chercheurs et des membres de la société civile pour débattre des questions linguistiques et de leurs enjeux politiques, culturels, économiques et sociaux au niveau des Institutions de l'Union européenne et de chacun des États membres. Une Charte européenne du plurilinguisme a été également élaborée à partir des premières Assises.

## Historique
Les premières assises européennes du plurilinguisme ont eu lieu les 24 et 25 novembre 2005 à Paris et ont souligné la nécessité de l'élaboration d'une charte européenne du plurilinguisme, tâche assumée par l'observatoire européen du plurilinguisme et par ses partenaires de plusieurs pays. Les actes ont été publiés sous le titre Plurilinguisme,interculturalité et emploi .
A chaque nouvelle édition des Assises, l’objectif est de reparcourir les différentes problématiques en les organisant non pas sur une base disciplinaire, mais suivant quatre axes thématiques : l’éducation, l’économique et le social, le culturel, et la politique dans ses deux volets national et international, tout en privilégiant dans ces approches plurielles un point de vue particulier.
Après Paris, les Assises de Berlin ont été consacrées à la Charte européenne du plurilinguisme, disponible en dix versions linguistiques sur toutes les pages du site de l'OEP. 
Placées sous le double parrainage de la mairie de Berlin et de la mairie de Paris, les Assises se sont tenues au Centre Français de Berlin les 18-19 juin 2009 et ont réuni environ 150 participants de plus de vingt pays, dont chercheurs et enseignants, représentants d'organisations syndicales et entreprises, d'associations et d'institutions européennes et nationales.
Les contributions des deuxièmes Assises sont publiées sur le site de l'OEP. Les partenaires financiers Partenaires financiers des deuxièmes Assises. ont été : la Commission européenne (Agence européenne Éducation Culture Audiovisuel - Programme Citoyenneté), la Mairie de Paris, l'association Verein Deutsche Sprache, le Ministère de la Culture (Délégation générale à la langue française et aux langues de France) et l'Agence universitaire de la Francophonie. 
Les troisièmes Assises se sont déroulées à Rome les 10, 11 et 12 octobre 2012 à l’université la Sapienza, sur le thème général « Langues sans frontières : le plurilinguisme ». Au cours de 10 tables-rondes ont été débattues les questions du plurilinguisme dans les domaines de l'éducation, de l'économie, de la politique et de la culture dans le double objectif d'éclairer l'action et de formuler des propositions. Le dossier des Assises de Rome est en ligne sur le site de l'OEP.
Les quatrièmes Assises se sont tenues à Bruxelles dans l’enceinte du Comité économique et social européen, en une période particulièrement troublée par les attentats. Ouverte par une intervention du président du CESE, George Dassis, elles avaient pour thème « Plurilinguisme et créativité », décliné sur les quatre axes généraux parfaitement stabilisés. Ce thème fondamental n’a rien perdu de son actualité.
Les cinquièmes Assises ont été organisées en collaboration avec l’Académie d’Études économiques de Bucarest sur le thème du « plurilinguisme dans le développement durable ». Le prince Radu de Roumanie, qui accorde son haut patronage à l’OEP et aux Assises depuis 2011, y a fait une intervention remarquée.
Les sixièmes Assises ont eu lieu à Cadix en Espagne, en partenariat avec l’université de Cadix. Le choix a été de mettre en relief les enjeux profonds du plurilinguisme et les zones de fractures, aussi bien conceptuelles, culturelles, mentales, que sociales et territoriales. Le thème en a été : Le plurilinguisme : entre diversité et universalité.